# Liste der Kulturdenkmäler in Lahnau
Die folgende Liste enthält die in der Denkmaltopographie ausgewiesenen Kulturdenkmäler auf dem Gebiet  der Gemeinde Lahnau, Lahn-Dill-Kreis, Hessen.
Hinweis: Die Reihenfolge der Denkmäler in dieser Liste orientiert sich zunächst an Ortsteilen und anschließend der Anschrift, alternativ ist sie auch nach der Bezeichnung, der vom Landesamt für Denkmalpflege vergebenen Nummer oder der Bauzeit sortierbar.
Kulturdenkmäler werden fortlaufend im Denkmalverzeichnis des Landes Hessen durch das Landesamt für Denkmalpflege Hessen auf Basis des Hessischen Denkmalschutzgesetzes (HDSchG) geführt. Die Schutzwürdigkeit eines Kulturdenkmals hängt nicht von der Eintragung in das Denkmalverzeichnis des Landes Hessen oder der Veröffentlichung in der Denkmaltopographie ab.

## Kulturdenkmäler nach Ortsteilen

### Atzbach
| Bild                                      | Bezeichnung                                | Lage                                                                      | Beschreibung | Bauzeit                | Objekt-Nr. |
| ----------------------------------------- | ------------------------------------------ | ------------------------------------------------------------------------- | ------------ | ---------------------- | ---------- |
| Ehemaliges nassau-weilburgisches Amtshaus | Ehemaliges nassau-weilburgisches Amtshaus  | Atzbach, Amthof 4, Amthof 6 LageFlur: 20, Flurstück: 9/1                  |              | 1752–1753              | 44858 DDB  |
| Bild gesucht BW                           |                                            | Atzbach, Bachgärten 3 LageFlur: 17, Flurstück: 96                         |              | 1683                   | 44859 DDB  |
| Bild gesucht BW                           |                                            | Atzbach, Borngasse 41 LageFlur: 17, Flurstück: 97                         |              | Anfang 19. Jahrhundert | 44860 DDB  |
| Bild gesucht BW                           |                                            | Atzbach, Dreihäuser Platz 3 LageFlur: 19, Flurstück: 48/1                 |              | 1895 bis 1905          | 44861 DDB  |
| Bild gesucht BW                           | Gesamtanlage Historischer Ortskern Atzbach | Atzbach, Gesamtanlage Historischer Ortskern Lage                          |              |                        | 646015 DDB |
| Bild gesucht BW                           |                                            | Atzbach, Gießener Straße o. Nr. LageFlur: 22, Flurstück: 164/2            |              |                        | 44862 DDB  |
| Bild gesucht BW                           |                                            | Atzbach, Gießener Straße 52 LageFlur: 17, Flurstück: 154                  |              | Anfang 19. Jahrhundert | 44863 DDB  |
| weitere Bilder                            | Sternschanze                               | Atzbach, Himbergskopf (Außerhalb der Ortslage) LageFlur: 2, Flurstück: 41 |              |                        | 44878 DDB  |
| Bild gesucht BW                           |                                            | Atzbach, Kirchstraße 1 LageFlur: 17, Flurstück: 3/2, 3/3                  |              | 1825 bis 1875          | 44864 DDB  |
| Bild gesucht BW                           |                                            | Atzbach, Kirchstraße 2 LageFlur: 17, Flurstück: 153                       |              | 1677                   | 44865 DDB  |
| Bild gesucht BW                           |                                            | Atzbach, Kirchstraße 4 LageFlur: 17, Flurstück: 151                       |              | 1836                   | 44866 DDB  |
| Bild gesucht BW                           |                                            | Atzbach, Kirchstraße 6 LageFlur: 17, Flurstück: 152                       |              | 1625 bis 1675          | 44867 DDB  |
| Bild gesucht BW                           |                                            | Atzbach, Kirchstraße 12 LageFlur: 17, Flurstück: 161                      |              | 1625 bis 1675          | 44868 DDB  |
| weitere Bilder                            | Evangelische Kirche                        | Atzbach, Kirchstraße 24 LageFlur: 17, Flurstück: 169/1                    |              | 1767                   | 44869 DDB  |
| Backhaus                                  | Backhaus                                   | Atzbach, Lahnstraße 3 LageFlur: 17, Flurstück: 168/1                      |              | 1904                   | 44870 DDB  |
| Bild gesucht BW                           |                                            | Atzbach, Lahnstraße 5 LageFlur: 17, Flurstück: 115/2                      |              | 1725 bis 1775          | 44871 DDB  |
| Bild gesucht BW                           |                                            | Atzbach, Lahnstraße 11 LageFlur: 17, Flurstück: 112                       |              | 1725 bis 1775          | 44872 DDB  |
| Bild gesucht BW                           | Ehemalige Zigarrenfabrik                   | Atzbach, Lahnstraße 14 LageFlur: 20, Flurstück: 35                        |              | Ende 19. Jahrhundert   | 44873 DDB  |
| Bild gesucht BW                           |                                            | Atzbach, Lahnstraße 24 LageFlur: 20, Flurstück: 42                        |              | 1695 bis 1705          | 44874 DDB  |
| Bild gesucht BW                           | Ehemalige Landschreiberei                  | Atzbach, Landschreibergasse 2 LageFlur: 17, Flurstück: 128/1              |              |                        | 44875 DDB  |
| Bild gesucht BW                           |                                            | Atzbach, Landschreibergasse 5 LageFlur: 17, Flurstück: 139/1              |              | 1734                   | 44876 DDB  |
| Bild gesucht BW                           |                                            | Atzbach, Lessingstraße 1 LageFlur: 21, Flurstück: 1/7                     |              | 1945 bis 1955          | 44877 DDB  |

### Dorlar
| Bild                     | Bezeichnung                                                 | Lage | Beschreibung | Bauzeit         | Objekt-Nr. |
| ------------------------ | ----------------------------------------------------------- | --- | --- | --------------- | ---------- |
| Bild gesucht BW          |                                                             | Dorlar, An der Klostermauer 3 LageFlur: 7, Flurstück: 123                                                   | | 1688            | 44881 DDB  |
| Bild gesucht BW          |                                                             | Dorlar, Atzbacher Straße 4 LageFlur: 7, Flurstück: 68                                                       | | 1819            | 44882 DDB  |
| Bild gesucht BW          | Pfarrhaus                                                   | Dorlar, Bahnhofstraße 2 LageFlur: 8, Flurstück: 30/1                                                        | | 1905 bis 1915   | 44883 DDB  |
| weitere Bilder           | Gesamtanlage Bereich Kloster Dorlar                         | Dorlar, Gesamtanlage Bereich Kloster Dorlar Lage                                                            | |                 | 44880 DDB  |
| Bild gesucht BW          |                                                             | Dorlar, Hinterstraße 3 LageFlur: 7, Flurstück: 128                                                          | | 1825 bis 1875   | 44884 DDB  |
| Bild gesucht BW          |                                                             | Dorlar, Hinterstraße 11, Hinterstraße13 LageFlur: 7, Flurstück: 132, 133                                    | | 1725 bis 1775   | 44885 DDB  |
| Bild gesucht BW          |                                                             | Dorlar, Hinterstraße 12, Hinterstraße 12a LageFlur: 7, Flurstück: 42                                        | | 1625 bis 1675   | 44886 DDB  |
| Ehemaliger Klosterzugang | Ehemaliger Klosterzugang                                    | Dorlar, Lahnberg 4 LageFlur: 7, Flurstück: 88                                                               | |                 | 44887 DDB  |
| Bild gesucht BW          | Amendsmühle                                                 | Dorlar, Lahninsel o. Nr. LageFlur: 16, Flurstück: 1/1                                                       | |                 | 44889 DDB  |
| Bild gesucht BW          |                                                             | Dorlar, Mönchsgasse 3, Mönchsgasse 5 LageFlur: 7, Flurstück: 93, 94/1                                       | | 1725 bis 1775   | 44888 DDB  |
| Villa Kramer             | Villa Kramer                                                | Dorlar, Mühlweg 9, Wetzlarer Straße 19 LageFlur: 7, Flurstück: 105/1, 113                                   | | 1898            | 44890 DDB  |
| weitere Bilder           | Schleuse Dorlar                                             | Dorlar, Neumühle 2, Schiffahrtskanal LageFlur: 16, Flurstück: 13/5, 170                                     | |                 | 44894 DDB  |
| weitere Bilder           | Ehemalige Schule                                            | Dorlar, Rathausplatz 1 LageFlur: 6, Flurstück: 49/4                                                         | | 1908            | 44891 DDB  |
| Bild gesucht BW          | Ehemalige Schule                                            | Dorlar, Rathausplatz 5 LageFlur: 6, Flurstück: 49/4                                                         | | 1950            | 44892 DDB  |
| weitere Bilder           | Evangelische Pfarrkirche, ehemalige Klosterkirche St. Maria | Dorlar, Wetzlarer Straße 5, Wetzlarer Straße 19, Wetzlarer Straße LageFlur: 7, Flurstück: 104/1, 104/2, 113 | dreijochiges Langhaus mit Strebepfeilern, Maßwerkfenstern und Dachreiter, niedriger eingezogener Fünfachtelschluss | 13. Jahrhundert | 44893 DDB  |

### Waldgirmes
| Bild            | Bezeichnung                                | Lage                                                                                 | Beschreibung       | Bauzeit                                    | Objekt-Nr. |
| --------------- | ------------------------------------------ | ------------------------------------------------------------------------------------ | ------------------ | ------------------------------------------ | ---------- |
| Bild gesucht BW | Jüdischer Friedhof                         | Waldgirmes, Berliner Straße 37 LageFlur: 9, Flurstück: 60                            | Jüdischer Friedhof | 1702 erwähnt, vor 1837 sicher nachgewiesen | 44897 DDB  |
| Bild gesucht BW | Kriegerdenkmal                             | Waldgirmes, Friedenstraße o. Nr. LageFlur: 15, Flurstück: 3/1                        |                    | 1923                                       | 44915 DDB  |
| Bild gesucht BW | Ehemalige Schule                           | Waldgirmes, Friedenstraße 20 LageFlur: 15, Flurstück: 109/1                          |                    | 1841                                       | 44898 DDB  |
| Bild gesucht BW | Friedenslinde                              | Waldgirmes, Friedenstraße (bei Schellerstraße Nr. 8) LageFlur: 15, Flurstück: 3/1    |                    | 1871                                       | 44914 DDB  |
| Bild gesucht BW | Gesamtanlage Historischer Ortskern         | Waldgirmes, Gesamtanlage Historischer Ortskern Lage                                  |                    |                                            | 646054 DDB |
| weitere Bilder  | Evangelische Kirche, ehemals St. Sebastian | Waldgirmes, Kirchplatz 3 LageFlur: 15, Flurstück: 108/1                              |                    | Ende 13. Jahrhundert                       | 44899 DDB  |
| Bild gesucht BW |                                            | Waldgirmes, Kreuzerstraße 1 LageFlur: 17, Flurstück: 92                              |                    | 1695 bis 1705                              | 44900 DDB  |
| Bild gesucht BW |                                            | Waldgirmes, Kreuzerstraße 5 LageFlur: 17, Flurstück: 86                              |                    | 1725 bis 1775                              | 44901 DDB  |
| Bild gesucht BW |                                            | Waldgirmes, Kreuzerstraße 9 LageFlur: 17, Flurstück: 70                              |                    | 1625 bis 1675                              | 44902 DDB  |
| Bild gesucht BW |                                            | Waldgirmes, Kreuzerstraße 23 LageFlur: 17, Flurstück: 45/1                           |                    | 1725 bis 1775                              | 44903 DDB  |
| Bild gesucht BW | Ehemalige Zigarrenfabrik                   | Waldgirmes, Kreuzerstraße 50 LageFlur: 18, Flurstück: 134/1                          |                    | 1895 bis 1905                              | 44904 DDB  |
| Bild gesucht BW |                                            | Waldgirmes, Lauterstraße 6, Lauterstraße 8 LageFlur: 16, Flurstück: 63, 64           |                    | 1725 bis 1775                              | 44905 DDB  |
| Bild gesucht BW |                                            | Waldgirmes, Lauterstraße 10 LageFlur: 16, Flurstück: 62                              |                    | 1725 bis 1775                              | 44906 DDB  |
| Bild gesucht BW |                                            | Waldgirmes, Lauterstraße 17 LageFlur: 16, Flurstück: 12                              |                    | 1725 bis 1775                              | 44907 DDB  |
| Bild gesucht BW | Ehemalige Schule                           | Waldgirmes, Ludwigstraße 6 LageFlur: 15, Flurstück: 74                               |                    | 1902                                       | 44908 DDB  |
| Bild gesucht BW |                                            | Waldgirmes, Pfarrstraße 1 LageFlur: 16, Flurstück: 58                                |                    | 1606                                       | 44909 DDB  |
| Bild gesucht BW |                                            | Waldgirmes, Rodheimer Straße 15 LageFlur: 15, Flurstück: 104                         |                    |                                            | 44910 DDB  |
| Bild gesucht BW |                                            | Waldgirmes, Rodheimer Straße 17 LageFlur: 15, Flurstück: 103                         |                    | 1795 bis 1805                              | 44911 DDB  |
| Bild gesucht BW | Ehemaliges Rat- und Backhaus               | Waldgirmes, Rodheimer Straße 52 LageFlur: 11, Flurstück: 48                          |                    | 1909                                       | 44912 DDB  |
| Bild gesucht BW |                                            | Waldgirmes, Schellerstraße 8 LageFlur: 18, Flurstück: 13/7                           |                    | 1895 bis 1905                              | 44913 DDB  |
| Bild gesucht BW | Schwalbenmühle                             | Waldgirmes, Schwalbenmühle (Außerhalb der Ortslage) LageFlur: 7, Flurstück: 37/5, 40 |                    |                                            | 44916 DDB  |